# Shūichi Uemura
Shūichi Uemura (jap. 植村 修一, Uemura Shūichi; * 3. Dezember 1966 in der Präfektur Kagoshima) ist ein ehemaliger japanischer Fußballspieler.

## Karriere
Uemura erlernte das Fußballspielen in der Schulmannschaft der Shimabara Commercial High School und der Universitätsmannschaft der Tokai-Universität. Seinen ersten Vertrag unterschrieb er 1987 bei Toyota Motors. Der Verein spielte in der höchsten Liga des Landes, der Japan Soccer League. Am Ende der Saison 1988/89 stieg der Verein in die Division 2 ab. Für den Verein absolvierte er 59 Spiele. 1992 wechselte er zu Kyōto Shiko (heute: Kyōto Purple Sanga). Der Verein spielte in der zweithöchsten Liga des Landes, der Japan Football League. 1995 wurde er mit dem Verein Vizemeister der Japan Football League und stieg in die J1 League auf. Für den Verein absolvierte er 61 Spiele. Ende 1996 beendete er seine Karriere als Fußballspieler.